# 空港法
空港法（くうこうほう、昭和31年4月20日法律第80号）は、空港の設置および管理に関する基本的事項に関する日本の法律である。空港整備法として制定され、2008年（平成20年）6月18日の一部改正に伴い、現在の題名となった。
1956年（昭和31年）4月20日に公布された。

## 概要
空港の設置や管理に関する基本的な規範について定める日本の法律。前述のとおり「空港整備法」として公布。国などが空港整備を進めるにあたり、空港の設置・管理・費用の負担等に関する事項を定め、航空の発達に寄与することを目的としていた。
2000年代に入り、地方空港の整備がほぼ終了したことや羽田空港の再拡張事業や関西国際空港の二期事業の完了、成田国際空港の暫定滑走路2500m化に目処がつく一方で、仁川国際空港などアジアの空港整備が活発化してきた。こうしたことを受けて、日本の空港政策を、アジア情勢や国内外の産業・観光に対応したものとし、これまでの空港インフラ整備から、整備した空港のより効率的な運用にシフトするため、2008年3月7日、国は「空港整備法及び航空法の一部を改正する法律」(案)を国会に提出。2008年（平成20年）6月18日、同法の成立により「空港整備法」が改正され、題名も「空港法」に改正された。

## 構成
- 第1章 - 総則（第1条 - 第3条）
- 第2章 - 空港管理者（第4条 - 第5条）
- 第3章 - 工事費用の負担等（第6条 - 第11条）
- 第4章 - 空港の管理等（第12条 - 第23条）
- 第5章 - 雑則（第24条 - 第36条）
- 第6章 - 罰則（第37条 - 第44条）
- 附則

## 主な内容

### 空港の定義
本法で「空港」とは、公共の用に供する飛行場で、自衛隊や在日米軍との「共用飛行場」を除いたものをいう(第2条)。
なお、日本国内には本法で定める空港以外に、次のような飛行場などがある。
- 航空法第38条に基づき、民間事業者や地方自治体などが国土交通大臣の許可を得て設置する公共用・非公共用の飛行場、ヘリポート
- 航空法第79条に基づき、国土交通大臣の許可を得て、期間を限定して離着陸できる公共用・非公共用の場外離着陸場。

### 空港の区分
第4条、第5条などで設置管理者の区分について、第6条から第8条ほかで工事費用の負担ルールについて定めている。該当する空港は日本の空港の項に一覧がある。
拠点空港
国際航空輸送網又は国内航空輸送網の拠点となる空港(第4条第1項)。航空行政上は「拠点空港」と呼ばれる。原則として国土交通大臣が設置・管理すると規定されているが、第4条第2項から第4項と改正附則の規定により、次の3つに区分される。
会社管理空港
会社が設置・管理する空港。航空行政上「会社管理空港」と呼ばれる。旧第一種空港のうち4カ所。
- 成田国際空港(第4条第1項第1号)。運営者は成田国際空港株式会社(第4条第3項)。
- 関西国際空港(第4条第1項第3号)。運営者は関西エアポート株式会社(第4条第3項)。
- 大阪国際空港(第4条第1項第4号)。運営者は関西エアポート株式会社(第4条第3項)。
- 中部国際空港(第4条第1項第5号)。運営者は中部国際空港の設置及び管理に関する法律で指定された会社(中部国際空港株式会社)(第4条第4項)。

国管理空港
国土交通大臣が設置・管理する空港。次の19カ所。
- 東京国際空港(第4条第1項第2号)。旧第一種空港。
- 国際航空輸送網又は国内航空輸送網の拠点となる空港として政令で定めるもの(第4条第1項第6号)。旧第二種(A)空港に相当する空港18カ所が空港法施行令で指定されている。滑走路やエプロン等の新設・改良や整備工事などの費用は国が3分の2を、地方自治体が3分の1を負担する。

特定地方管理空港
国土交通大臣が設置・管理する空港のうち、2008年の空港法改正時に地方公共団体が管理しており、経過措置として当分の間、地方公共団体が管理する空港。旧第二種(B)空港に相当する区分。空港整備法及び航空法の一部を改正する法律(平成20年法律第75号)附則第3条第1項に基づき、該当する空港は「特定地方管理空港」として公示される。5カ所。

地方管理空港
国際航空輸送網又は国内航空輸送網を形成する上で重要な役割を果たす空港で、地方公共団体が設置・管理するもの(第5条第1項)。旧第三種空港に相当する区分。空港法施行令で54カ所が指定されている。滑走路やエプロン等の新設・改良や整備工事などの費用は国と地方自治体が半分ずつ負担する。
その他の空港
本法第2条に定義する空港のうち、上記の区分と公共用ヘリポート以外の空港。航空行政上は「その他の空港」と呼ばれる。7カ所。ただし、このうち八尾空港は、「当分の間、国管理空港とみなす」との経過措置が設けられている。
共用空港
自衛隊が設置する飛行場や日米安全保障条約に基づく施設(在日米軍が使用する施設)で、公共の用に供するもの。本法で定義する空港には含まれないが、本法附則で「共用空港」と規定し(附則第2条第1項)、自衛隊が設置するものはとくに「自衛隊共用空港」と規定している(第3条第1項)。また、工事費用の負担や地元自治体などとの協議会、空港機能施設事業者等に関する本法の規定を共用空港に準用することが附則で定められている。空港法施行令附則で8カ所が指定されている。

#### （参考）旧空港整備法下での区分
第一種空港
国際航空路線に必要な飛行場。空港整備法施行令で指定される。「国際空港」の名称を持ち、国(一部は会社)が管理する。
第二種空港
主要な国内航空路線に必要な飛行場。国が設置する飛行場で、空港整備法施行令で指定される。国が管理する第二種(A)空港と地方公共団体が管理する第二種(B)空港に区分される。
第三種空港
地方的な航空運送を確保するため必要な飛行場。地方公共団体が設置・管理する飛行場で、空港整備法施行令で指定される。
その他飛行場
上記以外の公共用飛行場(自衛隊や在日米軍との共用空港を含む)。

### 空港の設置及び管理に関する基本方針の策定・公表
国土交通大臣は、空港の整備や運営などに関する基本方針を定め、公開することと定められている。直近では2008年12月24日に策定された
。

### 空港供用規程の届け出・公表
空港管理者は、運用時間や提供する空港サービス、利用者の遵守事項などを空港供用規定として定め、国土交通大臣に届け出るとともに、インターネット等で公表しなければならない。

### 協議会
空港管理者は、関係行政機関や航空運送事業者、地元自治体や観光団体などで構成する協議会を設置し、空港利用者の利便性向上のための協議を行うことができる。

### 国管理空港における空港機能施設事業者の指定
国土交通大臣は、国管理空港で空港機能施設(旅客ターミナルビルや給油施設など)の建設・管理を行う民間事業者等を指定することができる。